# Cusae
Cusae è la forma latina del nome di una città dell'Alto Egitto originariamente chiamata, in egizio, Qis o Kis ed era la capitale del XIV nomo dell'Alto Egitto ubicata a sud di Amarna.
| A38 | O49 |

qiz - Qis
Talvolta anche 
| A39 | O49 |

In forma fonetica
| N29 | i | s | O49 |

q i s (città)
In greco la città venne detta Kusai (κουσαι) e in copto Kôs mentre attualmente la città è nota come el-Qusiya (القوصية), Cusa, e si trova sulla riva occidentale del Nilo nel governatorato di Asyut.
La città segnò il confine meridionale dell'Egitto sotto l'influenza hyksos ed era sede di una fortezza conquistata dal sovrano Kamose nella riunificazione dell'Egitto durante il Secondo periodo intermedio.
Essa fu un centro del culto della dea Hathor e, nei suoi pressi a Meir, è stata rinvenuta una necropoli con tombe private di alti funzionari del Medio e Antico Regno.
Durante il V secolo la città ospitò un campo trincerato della II legione Flavia Constantia.